# سكرامنتو كينغز
نادي سكرامنتو كينغز (بالإنجليزية: Sacramento Kings)‏ هو نادي كرة سلة من سكرامنتو، كاليفورنيا، الولايات المتحدة الأمريكية. تأسس عام 1945. ألوان الفريق هي الأسود والبنفسجي والفضي.

## سجل بطولات الفريق
فاز مرة واحدة ببطولة الدوري الأمريكي لكرة السلة للمحترفين في العام: 1951.

## وصلات خارجية
- موقع النادي الرسمي